# 81-я гвардейская стрелковая дивизия
81-я гвардейская стрелковая дивизия — гвардейское соединение РККА Вооружённых Сил СССР в период Великой Отечественной войны.
После войны соединение сухопутных войск в составе Советской Армии Вооружённых сил СССР и России. Полное действительное наименование, по окончании войны — 81-я гвардейская стрелковая Красноградская Краснознамённая ордена Суворова дивизия. Периоды вхождения в состав Действующей армии: с 1 марта 1943 года по 9 мая 1945 года.

## История
Стрелковая дивизия ведёт свою историю от 422-й стрелковой дивизии созданной 1 марта 1942 года в селе Лермонтовка.

### Боевой путь
- 1 марта 1943 года, в день первой годовщины соединения, приказом Верховного Главнокомандующего № 104 от 1 марта 1943 года 422 стрелковая дивизия за образцовые боевые действия в период обороны Сталинграда и ликвидации немецкой группировки была преобразована в 81-ю гвардейскую стрелковую дивизию. Этой же звания удостоились и все части дивизии.
- За боевые действия под Сталинградом 1917 бойцов и командиров были награждены орденами и медалями СССР. Из них: · орденом Ленина — 1; · орденом Красного Знамени — 51; · Отечественной войны I степени — 5; · Отечественной войны II степени — 26; · Александра Невского — 2; · Красной Звезды — 360, медалями: · За отвагу — 854; · За боевые заслуги — 616.
- В апреле 1943 года дивизия, совершив длительный и тяжёлый переход, сосредоточилась недалеко от Северного Донца в районе сёл Старое Городище, Нелюдово, Никольское, Мясоедово, где вошли в состав 7 гв. армии (64 А).
- 1 мая 1943 года в мясоедовских лесах дивизии было вручено гвардейское Знамя — награда за участие в Сталинградской битве.
- В боях под Курском дивизией было уничтожено свыше 20000 солдат и офицеров противника, подбито и сожжено более 200 танков, уничтожено 40 орудий, 10 бронемашин, 140 миномётов, 600 пулемётов, 10000 автоматов и винтовок, сбито 3 самолёта. За успешные действия на Курской Дуге ВГК объявил дивизии благодарность.
- 5 августа 1943 года в составе 7 гв. армии дивизия перешла в наступление и совместно с другими соединениями овладела Белгородом.
- В дальнейшем вела бои за Харьков и Красноград. В течение недели, с 8 по 13 августа, ведя непрерывные бои с войсками противника, части дивизии достигли северной окраины города Харьков. Продолжая наступление, 18 сентября во второй половине дня войска дивизии подошли к Краснограду и после упорного боя в 2.00 часа ночи вошли в Красноград.
- Группа разведчиков Александра Егорова водрузила флаг над освобождённым городом. В этот же день приказом ВГК дивизия получила почётное наименование «Красноградской».
- Дивизия участвовала в освобождении правобережной Украины и Молдавии. Одной из первой вышла к Днепру в среднем его течении. В ночь на 25 сентября, не дав немцам опомниться, разведчики дивизии бесшумно пересекли рукав Днепра и заняли остров из группы Бородаевских, а на рассвете 26 сентября они форсировали Днепр и заняли плацдарм на правом берегу у с. Бородаевка.
- За участие во взятии Кировограда Верховный Главнокомандующий объявил дивизии благодарность, и награждена — орденом Красного Знамени.
- 8 апреля в соответствии с приказом командования, дивизия вступила в северную Румынию. Выдержав безуспешный натиск противника с целью прорыва обороны наших войск в районе ж/д линии Яссы-Пакани, части дивизии 2 мая после мощной артподготовки перешли в наступление с целью пробиться между опорными пунктами и овладеть укреплённым районом обороны противника на этом участке. Почти 3 месяца шли упорные бои.
- Дивизия, выйдя в район Тыргу-Фрумос, форсировала реку Серет и во взаимодействии с 5 гв. корпусом овладела рядом населённых пунктов, создав тем самым условия для овладения г. Роман и дальнейшего продвижения на г. Бакэу.
- За успешные действия 22 и 24 августа были объявлены благодарности. 10 октября дивизия форсированным маршем вступила на территорию Венгрии. За образцовые действия северо-восточнее Будапешта личному составу дивизии объявлена благодарность ВГК, а дивизия Указом Президиума Верховного Совета СССР от 6 января 1945 года награждена орденом Суворова II степени.
- 9 мая 1945 года по приказу Командующего 2-м Украинским фронтом дивизия совершает марш в столицу Чехословакии — Прагу, где уклонилась от капитуляции группа немецких войск фельдмаршала Штернера. Совершив в течение суток 250 км марш, 10 мая дивизия сосредоточилась в юго-восточной части Праги. Здесь и закончился боевой путь дивизии в Великой Отечественной войне.

### После войны
Дивизия дислоцировалась в Центральной группе войск (ЦГВ). 3 июля 1946 года в период демобилизации Союза ССР формирование было сокращено до бригады и получило наименование 9-я отдельная гвардейская стрелковая бригада.
28 октября 1953 года на базе этой бригады была восстановлена 81-я гвардейская стрелковая дивизия входившая в состав Киевского ВО. В 1953 введена на территорию Венгерской Народной Республики в состав Особой механизированной армии. Директивой от 4 июня 1957 года она была преобразована в 81-ю гвардейскую мотострелковую дивизию. В 1956 году дислоцировалась в составе Южной группы войск в Венгрии. Летом 1957 года выведена в Киевский ВО. Дивизия в 1969 году возвращена в город Бикин. В конце 1980-х годов 81-я дивизия дислоцировалась в Дальневосточном военном округе в составе 15-й армии.
С 1 июня 2009 года 57-я отдельная гвардейская мотострелковая бригада 5-й армии Восточного военного округа.

## Награды
- 19 сентября 1944 года — Почетное наименование «Красноградская» — присвоено приказом № 18 Верховного Главнокомандующего в ознаменование достигнутых успехов
- 8 января 1944 г. —  Орден Красного Знамени — награждена указом Президиума Верховного Совета СССР «О награждении орденами соединений Красной Армии» за образцовое выполнение боевых заданий командования на фронте борьбы с немецкими захватчиками и проявленные при этом доблесть и мужество.[3]
- 6 января 1945 г. —  Орден Суворова II степени — награждена указом Президиума Верховного Совета СССР «О награждении орденами соединений и частей Красной Армии» за образцовое выполнение заданий командования в боях немецкими захватчиками при прорыве обороны противника в форсировании Дуная и проявленные при этом доблесть и мужество.[4]

Награды частей дивизии:
- 233-й гвардейский стрелковый Краснознамённый[5] ордена Кутузова[6] полк
- 235-й гвардейский стрелковый Ясский ордена Суворова[7] полк
- 238-й гвардейский стрелковый Краснознамённый[8], ордена Александра Невского[6] полк
- 173-й гвардейский артиллерийский Ясский ордена Суворова[7] полк
- 87-й отдельный гвардейский истребительно-противотанковый Краснознаменный[9] ордена Александра Невского[8] дивизион

## Командование
В годы войны:
Дивизией командовали:
- Морозов, Иван Константинович (01.03.1943 — 14.09.1943), генерал-майор
- Николаев, Сергей Григорьевич (19.09.1943 — 11.12.1943), полковник
- Морозов, Иван Константинович (12.12.1943 — 11.11.1944), генерал-майор
- Орлов, Михаил Андреевич (12.11.1944 — 00.01.1946), полковник

233 гв. сп: (до 01.03.1943 был 1392 (?) сп 422 сд (2ф))
- Фирсов Василий Александрович (25.09.1942 — 21.01.1944) (?)
- Сабельников Фёдор Сидорович (31.01.1943 — 00.04.1943) (?)

…
- Титоренко Степан Иванович (20.07.1943 — 15.12.1943), погиб 15.12.1943
- Акимов Иван Алексеевич (10.01.1944 — 22.03.1944)
- Ворон Андрей Пантелеевич (05.03.1944 — 03.05.1944 и в 12.1944)(???)
- Щербина Василий Илларионович (23.03.1944 — 11.05.1944), ранен

…
- Федотов Семён Васильевич (13.08.1945 — 07.09.1945)
- Дорошенко Ананий Иванович (07.09.1945 — 14.10.1945)
- Лосев Владимир Семёнович (14.10.1945 — 09.03.1946), подполковник
- Танасевский Деонисий Потапович (с 09.03.1946)

235 гв. сп:
…
- Скирута Григорий Трофимович (17.05.1943 — 09.04.1945)
- Моисеев Иван Павлович (12.09.1944 — 03.07.1946)

238 гв. сп:
- Крючихин Михаил Фёдорович (01.03.1943 — 19.10.1943), ранен
- Крючихин Михаил Фёдорович (17.05.1943 — 26.04.1944) (?)
- Акимов Иван Алексеевич (07.09.1943 — 02.10.1943), майор
- Свечников Владимир Фёдорович (01.11.1943 — 28.04.1944), майор
- Селищев Тимофей Ильич (с 05.02.1944 и в 1945), подполковник
- Завадский Яков Васильевич (07.02.1944 — 25.04.1944), умер от ран
- Снегур (3.1945), подполковник

…
173 гв. ап
- Поляковский (7.1943), майор

- Гахокидзе (9.1944), подполковник

После войны:
Дивизией командовали:
- Далматов, Василий Никитич (01.1946 — 09.1946), генерал-майор
- Горобец, Тарас Павлович (09.1946 — 12.1948), генерал-майор
- Якшин, Аким Васильевич (12.1948 — 08.1953), генерал-майор
- Синченко, Григорий Сергеевич (08.1953 — 07.03.1958), полковник, с 27.08.1957 генерал-майор
- Танасевский, Дионисий Потапович (07.03.1958 — 11.01.1960), генерал-майор
- Дроздов, Устин Феоктистович (11.01.1960 — 15.01.1965), полковник, с 27.08.1957 генерал-майор
- Цымбал, Александр Никитич (15.01.1965 — 23.06.1966), полковник
- Сидоров, Александр Георгиевич (23.06.1966 — 21.10.1968), полковник
- Рябов, Сергей Петрович (? — 22.06.1971), полковник
- Полищук, Михаил Иванович (22.06.1971 — 11.09.1974), полковник, с 8.05.1974 генерал-майор
- Пышник, Николай Андреевич (11.09.1974 — ?), полковник

## Состав
1.03.1943 — 1945 год
Новая нумерация частям дивизии присвоена 5.03.1943 года
- 233-й гвардейский стрелковый Краснознамённый, ордена Кутузова полк
- 235-й гвардейский стрелковый Ясский ордена Суворова полк
- 238-й гвардейский стрелковый Краснознамённый, ордена Александра Невского полк
- 173-й гвардейский артиллерийский Ясский ордена Суворова полк
- 87-й отдельный гвардейский истребительно-противотанковый дивизион
- 506-я зенитная батарея (до 20 апреля 1943 года).
- 79-я отдельная гвардейская разведывательная рота.
- 92-й отдельный гвардейский сапёрный батальон.
- 109-й отдельный гвардейский батальон связи.
- 590-й (86-й) отдельный медико-санитарный батальон.
- 83-я отдельная гвардейская рота химической защиты.
- 734-я (84-я) автотранспортная рота.
- 665-я (80-я) полевая хлебопекарня.
- 691-й (82-й) дивизионный ветеринарный лазарет
- 1874-я полевая почтовая станция.
- 1193-я полевая касса Государственного банка[10].

- управление
- 296-й танковый полк (г. Бикин),
- 238-й гвардейский мотострелковый Гданьский полк (Лермонтовка),
- 233-й гвардейский мотострелковый Краснознамённый полк (г. Бикин),
- 235-й гвардейский мотострелковый Ясский полк (г. Вяземский),
- 91-й гвардейский самоходный артиллерийский полк (п. Розенгардовка),
- 1169-й зенитный ракетный полк (п. Розенгардовка),
- 995-й отдельный противотанковый дивизион (п. Розенгардовка),
- 118-й гвардейский отдельный разведывательный батальон (г. Бикин),
- 1134-й отдельный батальон материального обеспечения (г. Бикин),
- 349-й отдельный ремонтно-восстановительный батальон (г. Бикин),
- 236-й гвардейский отдельный инженерно-сапёрный батальон (г. Бикин),
- 547-й отдельный батальон связи (г. Бикин),
- 156-й медицинский батальон (г. Бикин);
- ОВКР (г. Бикин);[2]

## Отличившиеся воины
Герои Советского Союза:
- Акимов, Иван Алексеевич, гвардии майор, командир 238-го гвардейского стрелкового полка.
- Алекперов Микаил Мамед оглу, гвардии красноармеец, разведчик 79-й отдельной гвардейской разведывательной роты.
- Белоусов, Степан Мартынович, гвардии капитан, старший адъютант батальона 233-го гвардейского стрелкового полка.
- Верхошанский, Геннадий Дмитриевич, гвардии младший лейтенант, командир разведывательного взвода 79-й гвардейской отдельной разведывательной роты.
- Дикопольцев, Евгений Александрович, гвардии сержант, командир отделения роты связи 235-го гвардейского стрелкового полка.
- Егиазарян, Татевос Аршакович, гвардии подполковник, заместитель по строевой части командира 233-го гвардейского стрелкового полка.
- Ефремов, Фёдор Пантелеевич, гвардии сержант, командир отделения 92-го гвардейского отдельного сапёрного батальона.
- Иванов, Николай Иванович, гвардии младший сержант, разведчик 233-го гвардейского стрелкового полка.
- Качанов, Иван Петрович, гвардии капитан, командир батальона 233-го гвардейского стрелкового полка.
- Коваленко, Василий Наумович, гвардии старший лейтенант, командир батареи 235-го гвардейского стрелкового полка.
- Комагоров, Валентин Алексеевич, гвардии капитан, командир 92-го гвардейского отдельного сапёрного батальона.
- Кузнецов, Александр Николаевич, гвардии старший сержант, командир орудия 87-го гвардейского отдельного истребительно-противотанкового артиллерийского дивизиона.
- Ледаков, Иван Михайлович, гвардии красноармеец, сапёр 92-го гвардейского отдельного сапёрного батальона.
- Лушников, Александр Матвеевич, гвардии красноармеец, наводчик орудия 235-го гвардейского стрелкового полка.
- Николаев, Сергей Григорьевич, гвардии полковник, временно исполняющий должность командира дивизии.
- Педько, Василий Фёдорович, гвардии ефрейтор, сапёр 92-го гвардейского отдельного сапёрного батальона.
- Пономарёв, Иван Семёнович, гвардии старший сержант, командир отделения 233-го гвардейского стрелкового полка.
- Прохоров, Зинон Филиппович, гвардии лейтенант, командир взвода 235-го гвардейского стрелкового полка.
- Редько, Филипп Ефимович, гвардии младший лейтенант, комсорг батальона 235-го гвардейского стрелкового полка.
- Селищев, Тимофей Ильич, гвардии подполковник, командир 238-го гвардейского стрелкового полка.
- Сердюков, Семён Павлович, гвардии сержант, командир отделения 92-го гвардейского отдельного сапёрного батальона.
- Скирута, Григорий Трофимович, гвардии подполковник, командир 235-го гвардейского стрелкового полка.
- Титаренко, Степан Иванович, гвардии майор, командир 233-го гвардейского стрелкового полка.
- Чипишев, Василий Иванович, гвардии рядовой, наводчик орудия 233-го гвардейского стрелкового полка.
- Швецов, Степан Фёдорович, гвардии старшина, командир орудия 87-го гвардейского отдельного истребительно-противотанкового артиллерийского дивизиона.
- Щербина, Василий Илларионович, гвардии капитан, командир батальона 235-го гвардейского стрелкового полка.

 Кавалеры ордена Славы трёх степеней.
- Богорад, Григорий Абрамович, гвардии старший сержант, командир отделения 92 отдельного гвардейского сапёрного батальона.
- Горбонос, Дмитрий Савельевич, гвардии сержант, командир отделения 92 отдельного гвардейского сапёрного батальона.
- Дзюба, Василий Васильевич, гвардии старшина, командир миномётного взвода 235 гвардейского стрелкового полка.
- Егоров, Александр Дмитриевич, гвардии младший сержант, разведчик взвода пешей разведки 238 гвардейского стрелкового полка.
- Здебчинский, Владимир Станиславович, гвардии младший сержант, командир орудийного расчёта 173 гвардейского артиллерийского полка.
- Ковпак, Алексей Павлович, гвардии старший сержант, командир орудийного расчёта 235 гвардейского стрелкового полка.
- Красюков,Николай Петрович, гвардии старший сержант, командир отделения 92 отдельного гвардейского сапёрного батальона.
- Обуховский, Афанасий Ильич, гвардии старшина, командир миномётного расчёта 235 гвардейского стрелкового полка.
- Паньков, Михаил Фёдорович, гвардии старший сержант, командир орудийного расчёта 87 отдельного гвардейского истребительно-противотанкового дивизиона.
- Пуненко, Андрей Алексеевич, гвардии старшина медицинской службы, санитарный инструктор 238 гвардейского стрелкового полка.
- Сироткин, Иван Тихонович, гвардии младший сержант, стрелок 238 гвардейского стрелкового полка.
- Чернов, Михаил Григорьевич, гвардии сержант, командир отделения 238 гвардейского стрелкового полка.

## Память

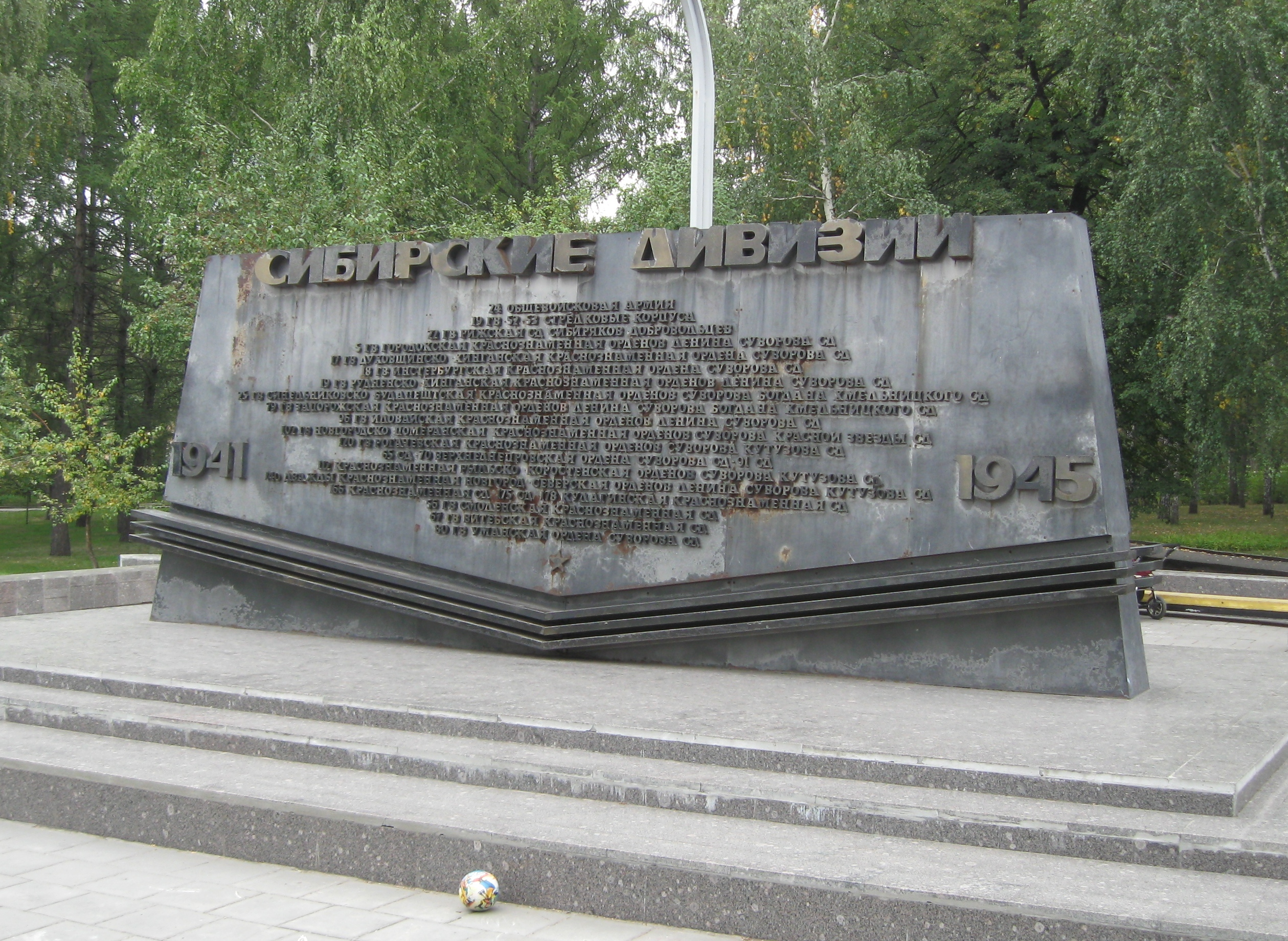
81-я гвардейская стрелковая дивизия
на Монументе Славы в Новосибирске

- В средней школе № 121 создана Комната Боевой Славы 81-й Гвардейской Красноградской Краснознамённой ордена Суворова 2-й степени стрелковой дивизии